# پاسکال هنز
پاسکال هنز (آلمانی: Pascal Hens؛ زادهٔ ۲۶ مارس ۱۹۸۰) بازیکن هندبال اهل آلمان است.
وی همچنین برندهٔ جوایزی همچون برگ بوی نقره‌ای شده‌است.